# Pierre da Silva
Pierre da Silva (Port Chester, New York, Estados Unidos; 28 de julio de 1998) es un futbolista estadounidense de origen brasileño y peruano que juega como delantero en Cusco FC de la Liga 1 de Perú. Tiene raíces brasileñas por lado paterno y peruanas por lo materno.

## Carrera
Fue adquirido por Orlando City B en enero de 2016.
Firmó un contrato de la MLS con Orlando City en enero de 2017. El 24 de marzo de 2017, fue cedido por una temporada a Orlando City B. Durante la temporada 2017 de la USL, da Silva fue clasificado como el jugador número uno en la lista "20 menores de 20" de la United Soccer League.
El 2 de marzo de 2018, da Silva fue suspendido por tres juegos por uso de lenguaje ofensivo durante una práctica de pretemporada.
El 24 de mayo de 2018, fue cedido al Saint Louis FC, reuniéndolo con el entrenador en jefe de la OCB , Anthony Pulis. Participó en un juego contra Colorado Springs Switchbacks FC antes de regresar. El 18 de julio, da Silva regresó a Saint Louis por segunda vez. Marcó el empate en el minuto 79 en el empate 2-2 con Orange County SC en su primer partido de regreso.
El 18 de marzo de 2019, da Silva se unió al club brasileño Athletico Paranaense en calidad de préstamo por una temporada. El 31 de julio de 2019, da Silva y Orlando City acordaron mutuamente separarse.
Tras su salida de Orlando, da Silva se unió al Memphis 901 del campeonato de la USL.
El 14 de enero de 2021, da Silva fue fichado por el Miami FC del campeonato de la USL.
da Silva fue contratado por Forward Madison FC de la USL League One el 8 de agosto de 2023 para disputar la temporada 2023.
El 29 de diciembre de 2023 se efectúa su contratación con la Universidad César Vallejo de Perú, de cara a la temporada 2024.A finales del 2024 descendería de categoría al quedar puesto 17 en la tabla general.

## Selección nacional
Pierre da Silva fue parte del plantel sub-17 de Estados Unidos para la Copa Mundial Sub-17 de la FIFA 2015 e hizo una aparición en el partido inaugural del grupo contra Nigeria.
También es elegible para jugar con Brasil a través de su padre y Perú a través de su madre.

## Estadísticas

### Clubes

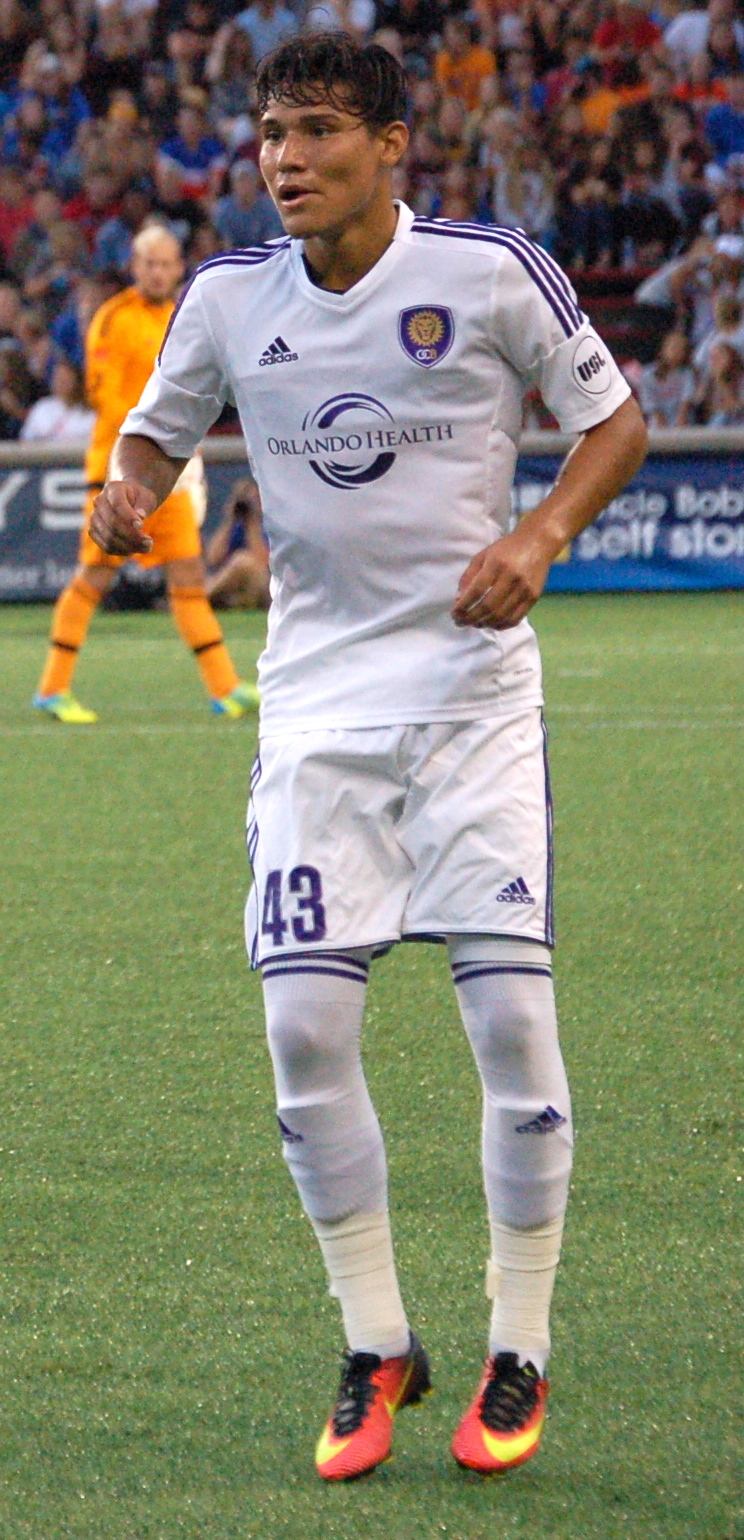
da Silva jugando con Orlando City B en 2016

| Club                        | Season        | League           | League | League | Open Cup | Open Cup | Continental | Continental | League Playoffs | League Playoffs | Total | Total |
| Club                        | Season        | División         | Part.  | Goles  | Part.    | Goles    | Part.       | Goles       | Part.           | Goles           | Part. | Goles |
| --------------------------- | ------------- | ---------------- | ------ | ------ | -------- | -------- | ----------- | ----------- | --------------- | --------------- | ----- | ----- |
| Orlando City                | 2017          | MLS              | 1      | 0      | 1        | 0        | —           | —           | 0               | 0               | 2     | 0     |
| Orlando City                | 2018          | MLS              | 2      | 0      | 0        | 0        | —           | —           | 0               | 0               | 2     | 0     |
| Orlando City                | 2019          | MLS              | 0      | 0      | 0        | 0        | —           | —           | 0               | 0               | 0     | 0     |
| Orlando City                | Total         | Total            | 3      | 0      | 1        | 0        | —           | —           | 0               | 0               | 4     | 0     |
| Orlando City B              | 2016          | USL              | 22     | 2      | —        | —        | —           | —           | 1               | 0               | 23    | 2     |
| Orlando City B              | 2017          | USL              | 26     | 3      | —        | —        | —           | —           | 0               | 0               | 26    | 3     |
| Orlando City B              | Total         | Total            | 48     | 5      | —        | —        | —           | —           | 1               | 0               | 49    | 5     |
| Saint Louis FC (loan)       | 2018          | USL              | 4      | 1      | 0        | 0        | —           | —           | 0               | 0               | 4     | 1     |
| Athletico Paranaense (loan) | 2019          | Série A          | 0      | 0      | 0        | 0        | 0           | 0           | 0               | 0               | 0     | 0     |
| Memphis 901                 | 2019          | USL Championship | 11     | 1      | 0        | 0        | —           | —           | 0               | 0               | 11    | 1     |
| Memphis 901                 | 2020          | USL Championship | 4      | 0      | —        | —        | —           | —           | 0               | 0               | 4     | 0     |
| Memphis 901                 | Total         | Total            | 15     | 1      | —        | —        | —           | —           | 0               | 0               | 15    | 1     |
| Miami FC                    | 2021          | USL Championship | 26     | 2      | 1        | 0        | —           | —           | —               | —               | 27    | 2     |
| Miami FC                    | 2022          | USL Championship | 13     | 2      | 2        | 0        | —           | —           | —               | —               | 15    | 2     |
| Miami FC                    | Total         | Total            | 39     | 4      | 3        | 0        | —           | —           | 0               | 0               | 42    | 4     |
| Forward Madison FC          | 2023          | USL Championship | 12     | 1      | —        | —        | —           | —           | 1               | 0               | 13    | 1     |
| Forward Madison FC          | Total         | Total            | 12     | 1      | —        | —        | —           | —           | 1               | 0               | 13    | 1     |
| Career Totals               | Career Totals | Career Totals    | 121    | 12     | 4        | 0        | 0           | 0           | 2               | 0               | 127   | 12    |